# Почтовые марки России (2020)

Почтовые марки России (2020) — каталог знаков почтовой оплаты (марок, блоков, листов), введённых в обращение «Почтой России» в 2020 году.

## Список коммеморативных марок
Порядок следования элементов в таблице соответствует номеру по каталогу марок России на официальном сайте издатцентра «Марка», в скобках приведены номера по каталогу «Михель».
| №                                              | Изображение | Описание | Номинал          | Дата        | Тираж                 | Художник                               | П      |
| ---------------------------------------------- | ----------- | --- | ---------------- | ----------- | --------------------- | -------------------------------------- | ------ |
| № 2584                                         |             | Выпуск по программе «Европа». Древние почтовые маршруты. Холмогорский почтовый тракт (Архангельск — Вологда — Ярославль — Москва) и логотип Europa. | 53 руб.          | 15 января   | 216 000 27 000        | Шушлебина О.                           | [ 3 ]  |
| № 2585 № 2586 № 2587 № 2588 № 2585—2588        |             | Флора России. Ягоды: - Малина обыкновенная. - Смородина чёрная. - Жимолость голубая. - Земляника ананасная. | 50 руб.          | 17 января   | 60 000 30 000         | Бельтюков В.                           | [ 4 ]  |
| № 2589                                         |             | 100 лет Республике Карелия. Горный парк «Рускеала». Панорама горного парка «Рускеала» и логотип празднования 100-летия Республики Карелия. Офсет + защитный комплекс | 100 руб.         | 23 января   | 25 000                | Савина О. Половинко В.                 | [ 5 ]  |
| № 2589-I                                       |             | 100 лет Республике Карелия. Горный парк «Рускеала». Панорама горного парка «Рускеала» и логотип празднования 100-летия Республики Карелия. Офсет + частичная лакировка + трафаретный лак + защитный комплекс | 100 руб.         | 23 января   | 5 500                 | Савина О. Половинко В.                 | [ 5 ]  |
| № 2590                                         |             | 500 лет Тульскому кремлю. Объекты Тульского кремля: музей «Тульские самовары», Успенский собор, башня Одоевских ворот, Тульский государственный музей оружия (ранее Богоявленский собор). | 120 руб.         | 21 января   | 25 000                | Свиридов С. Ульяновский И.             | [ 6 ]  |
| № 2591—2592                                    |             | Совместный выпуск Российской Федерации и Эстонской Республики. 200 лет открытию Антарктиды. Мореплаватели М. П. Лазарев и Ф. Ф. Беллинсгаузен. Портреты Ф. Ф. Беллинсгаузена и М. П. Лазарева, группа моряков на фоне пейзажа Антарктиды. | 50 руб.          | 28 января   | 27 000                | Ульяновский И.                         | [ 7 ]  |
| № 2593                                         |             | Путь к Победе. Висло-Одерская наступательная операция. Барельеф с группой советских солдат во время Висло-Одерской операции. | 60 руб.          | 30 января   | 112 000 16 000        | Ульяновский C.                         | [ 8 ]  |
| № 2594                                         |             | А. А. Пластов (1893—1972), художник, академик Академии художеств СССР. «Автопортрет при закатном солнце» (1969—1971) на фоне мастерской художника, логотип Российской академии художеств, фрагмент картины «Полдень» (1961, ГРМ). Мелованная Офсет + бронзовая паста + частичная лакировка + защитный комплекс | 150 руб.         | 31 января   | 27 000                | Савина О.                              | [ 9 ]  |
| № 2594A                                        |             | А. А. Пластов (1893—1972), художник, академик Академии художеств СССР. «Автопортрет при закатном солнце» (1969—1971) на фоне мастерской художника, логотип Российской академии художеств, фрагмент картины «Полдень» (1961, ГРМ). Самоклеящаяся, дизайнерская «под холст» Офсет + бронзовая паста + защитный комплекс Без зубцовки | 150 руб.         | 31 января   | 5 500                 | Савина О.                              | [ 9 ]  |
| № 2595 № 2596 № 2597 № 2598                    |             | Сокровища России. 100 лет Гохрану России: - Бант-склаваж. - Большой букет. - Браслет с портретным алмазом. - Шпинель Большой императорской короны. | 50 руб.          | 3 февраля   | 99 000 11 000         | Московец А.                            | [ 10 ] |
| № 2599                                         |             | 150 лет со дня рождения И. А. Бунина (1870—1953), писателя, поэта. | 50 руб.          | 7 февраля   | 126 000 14 000        | Ульяновский C.                         | [ 11 ] |
| № 2600                                         |             | История российской дипломатии. 75 лет Ялтинской конференции. Памятник Зураба Церетели «Большая тройка» (2015), установленный в 2015 году в Ливадии. | 50 руб.          | 11 февраля  | 90 000 15 000         | Капранов С.                            | [ 12 ] |
| № 2601 № 2602 № 2603 № 2604                    |             | Государственные награды Российской Федерации. Медали: - Медаль «Защитнику свободной России». - Медаль Нестерова. - Медаль Жукова. - Медаль Пушкина. | 60 руб.          | 12 февраля  | 80 000 15 000         | Ульяновский И.                         | [ 13 ] |
| № 2605 № 2606 № 2607 № 2608 № 2605—2608        |             | История российского мундира. Мундиры сотрудников следственных органов России: - Асессор и презус следственной канцелярии. 1713 г. - Следователь по особо важным делам и следователь уездного суда. 1898 г. - Следователь по особо важным делам и следователь прокуратуры СССР. 1954 г. - Следователь СК при прокуратуре РФ и руководитель следственного управления СК РФ. 2011 г. | 40 руб.          | 21 февраля  | 120 000 15 000 25 000 | Ульяновский C.                         | [ 14 ] |
| № 2609 № 2610 № 2609—2610                      |             | Серия «Выдающиеся историки России»: - 200 лет со дня рождения С. М. Соловьёва (1820—1879), историка. Портрет С. М. Соловьёва на фоне книги «История России с древнейших времён». - 200 лет со дня рождения И. Е. Забелина (1820—1908), историка, археолога. Портрет И. Е. Забелина на фоне книги «Минин и Пожарский. Прямые и кривые в Смутное время». | 40 руб.          | 27 февраля  | 48 000 12 000         | Ульяновский И.                         | [ 15 ] |
| № 2611 № 2612 № 2613 № 2614 № 2611—2614        |             | Фауна России. Кошки: - Невская маскарадная. - Курильский бобтейл. - Уральский рекс. - Донской сфинкс. | 50 руб.          | 3 марта     | 176 000 15 000        | Савина О.                              | [ 16 ] |
| № 2615                                         |             | 200 лет со дня рождения Фридриха Энгельса (1820—1895), историка, философа. | 50 руб.          | 5 марта     | 132 000 11 000        | Ульяновский C.                         | [ 17 ] |
| № 2616                                         |             | 100 лет со дня рождения И. Н. Кожедуба (1920—1991), лётчика-истребителя, маршала авиации. Портрет И. Н. Кожедуба в лётной форме и самолёт-истребитель Ла-7, на котором он воевал. | 40 руб.          | 10 марта    | 140 000 14 000        | Комса Р.                               | [ 18 ] |
| № 2617                                         |             | Серия «Лауреаты Нобелевской премии»: - Ж. И. Алфёров (1930—2019), учёный. Портрет Ж. И. Алфёрова, полупроводниковый гетеролазер, цитата «Учёные создают будущее человечества» и чертежи учёного. | 50 руб.          | 12 марта    | 126 000 14 000        | Подобед М.                             | [ 19 ] |
| № 2618                                         |             | 175 лет со дня рождения П. М. Голубицкого (1845—1911), изобретателя. Портрет П. М. Голубицкого и изобретённый им телефон. | 40 руб.          | 16 марта    | 154 000 11 000        | Крадышев А.                            | [ 20 ] |
| № 2619                                         |             | 250 лет единения Ингушетии с Россией. Герб Республики Ингушетия, национальный орнамент. | 50 руб.          | 17 марта    | 120 000               | Поварихин А.                           | [ 21 ] |
| № 2620                                         |             | 250 лет единения Ингушетии с Россией (надпечатка на блоке № 2140 «Гербы субъектов и городов Российской Федерации. Республика Ингушетия»). Герб города Магас, герб Республики Ингушетия и карта Российской Федерации. | 100 руб.         | 17 марта    | 29 000                | Московец А. Милорадова М.              | [ 22 ] |
| № 2621 № 2622                                  |             | Герои Российской Федерации. Продолжение серии: - Басурманов Сергей Анатольевич (1968–1999). - Фирсов Сергей Александрович (1971–1995). | 35 руб.          | 27 марта    | 80 000 16 000         | Бельтюков В.                           | [ 23 ] |
| № 2623                                         |             | Образовательная акция «Тотальный диктант». Логотип «Тотального диктанта», портрет К. Э. Циолковского и его цитата «Невозможное сегодня станет возможным завтра». | 26 руб.          | 2 апреля    | 369 000 41 000        | Московец А.                            | [ 24 ] |
| № 2624                                         |             | Путь к Победе. Кёнигсбергская операция. Барельеф с группой советских солдат во время Кёнигсбергской операции. | 60 руб.          | 6 апреля    | 119 000               | Ульяновский C.                         | [ 25 ] |
| № 2625 № 2626 № 2627                           |             | Россия — космическая держава. Достижения российской космонавтики: - Первый самоходный аппарат «Луноход-1» (1970). - Астрофизическая обсерватория «Спектр-РГ» (2019). - Перспективный пилотируемый корабль «Орёл» (2025). | 30 руб.          | 9 июня      | 45 000                | Московец А.                            | [ 26 ] |
| № 2628                                         |             | Путь к Победе. Берлинская наступательная операция. Барельеф с группой советских солдат во время Берлинской наступательной операции, несущих знамя для водружения над зданием Рейхстага. | 60 руб.          | 6 мая       | 119 000 17 000        | Ульяновский C.                         | [ 27 ] |
| № 2630                                         |             | 150 лет со дня рождения В. И. Ленина (1870—1924), политического деятеля, историка, философа. | 54 руб.          | 22 июня     | 156 000 13 000        | Ульяновский C.                         | [ 28 ] |
| № 2631                                         |             | Общероссийское голосование по изменениям в Конституцию Российской Федерации. Обложка Конституции Российской Федерации на фоне триколора. | 54 руб.          | 11 июня     | 252 000 21 000        | Ульяновский C.                         | [ 29 ] |
| № 2632                                         |             | 125 лет Государственному Русскому музею. Михайловский дворец, фрагмент портрета Александра III работы И. Н. Крамского (ГРМ, 1886). | 125 руб.         | 19 мая      | 27 000                | Ульяновский И.                         | [ 30 ] |
| № 2633                                         |             | Путь к Победе. Пражская наступательная операция. Встреча группы советских солдат с освобождёнными жителями в Праге. | 60 руб.          | 6 мая       | 119 000 14 000        | Ульяновский C.                         | [ 31 ] |
| № 2634                                         |             | Ржевский мемориал советскому солдату. | 40 руб.          | 7 мая       | 144 000 18 000        | Поварихин А.                           | [ 32 ] |
| № 2635                                         |             | 125 лет изобретению радио. Радиоприёмник 1895 г. из коллекции Центрального музея связи имени А. С. Попова. | 40 руб.          | 7 мая       | 150 000 10 000        | Капранов С.                            | [ 33 ] |
| № 2636                                         |             | Современный российский кинематограф. Фильм «Подольские курсанты». | 443 руб.         | 5 октября   | 154 000               | Бетрединова Х.                         | [ 34 ] |
| № 2637                                         |             | 75 лет Победы в Великой Отечественной войне. Совместный выпуск Российской Федерации и Республики Беларусь. Главный храм Вооружённых Сил Российской Федерации в парке «Патриот», барельефы с советскими солдатами, повторяющие сюжеты почтовых марок серии «Путь к Победе», которые выпускались в 2016—2020 годах. | 75 руб.          | 8 мая       | 45 000                | Поварихин А.                           | [ 35 ] |
| № 2638                                         |             | 75 лет Организации Объединённых Наций. Скульптура Е. В. Вучетича «Перекуём мечи на орала» в Нью-Йорке и эмблема «75 лет ООН». | 48 руб.          | 22 мая      | 136 000 17 000        | Поварихин А.                           | [ 36 ] |
| № 2639 № 2640                                  |             | 150 лет со дня рождения А. Н. Бенуа (1870—1960), художника: - А. Н. Бенуа. «Парад при Павле I» (1907, ГРМ). - Л. С. Бакст. «Портрет А. Н. Бенуа» (1898, ГРМ). | 50 руб.          | 15 мая      | 120 000 12 000        | Поварихин А.                           | [ 37 ] |
| № 2641                                         |             | 275 лет со дня рождения Ф. Ф. Ушакова (1745—1817), флотоводца, адмирала. Портрет Ф. Ф. Ушакова, Андреевский флаг, линейный корабль «Святой Павел», карта острова Корфу и близлежащих территорий. | 50 руб.          | 26 мая      | 180 000 15 000        | Хабловский В.                          | [ 38 ] |
| № 2642 № 2643 № 2644 № 2645                    |             | Современное искусство России. К 75-летию Победы: - Картина «На передовую» (2005, Государственный музей обороны Москвы) В. И. Макеева. - Картина «Земля опалённая» (1957, ГТГ) Б. М. Неменского. - Картина «В дни войны» (2012) С. П. Ткачёва. - Памятник «Безымянная высота» (1968, Ленинградская область) Г. Д. Ястребенецкого, В. Г. Козенюка, Е. Н. Ротанова. | 57 руб.          | 26 мая      | 78 000 13 000         | Савина О.                              | [ 39 ] |
| № 2648                                         |             | 100 лет Республике Татарстан. Герб Республики Татарстан, национальный орнамент, достопримечательности и достижения региона в сельскохозяйственной, нефтедобывающей, машиностроительной отраслях. | 100 руб.         | 27 мая      | 27 000                | Ульяновский C.                         | [ 40 ] |
| № 2649                                         |             | 100 лет Республике Татарстан (надпечатка на блоке № 1993 «Гербы субъектов и городов Российской Федерации. Республика Татарстан») | 100 руб.         | 27 мая      | 15 000                | Милорадова М. Московец А.              | [ 41 ] |
| № 2650                                         |             | Совместный выпуск Администраций связи стран — членов РСС. Деятели искусств. С. А. Есенин (1895—1925), поэт. Портрет С. А. Есенина на фоне лирического пейзажа и эмблема РСС. | 54 руб.          | 28 мая      | 165 000 11 000        | Савина О.                              | [ 42 ] |
| № 2651 № 2652 № 2653 № 2654                    |             | Декоративно-прикладное искусство России. Вышивка: - Карельская вышивка (XX в.). Фрагмент полотенца. Начало XX века, вышивка 1915 г. - Марийская вышивка (XIX в.). Фрагмент головного убора «Вуй пидыш» (свадебный платок) луговых мари Уржумского уезда Вятской губернии. Конец XIX в. Вышивка в технике «роспись», «косой стежок», «набор». - Татарская вышивка (XX в.). Фрагмент салфетки для посуды. Первая половина XX в. ТАССР, Атнинский район, д. Кулле-Кими. Вышивка тамбурным швом. - Чувашская вышивка (XX в.). Фрагмент вышитой наволочки. Е. И. Ефремова. 1940-е гг. Косой стежок, контурный шов. | 30 руб.          | 1 июня      | 180 000 10 000        | Бетрединова Х.                         | [ 43 ] |
| № 2655 № 2656 № 2657 № 2658 № 2655—2658        |             | Палеонтологическое наследие России: - Иностранцевия. - Русский плиозавр. - Шерстистый мамонт. - Большерогий олень. | 40 руб.          | 3 июня      | 60 000                | не указан                              | [ 44 ] |
| № 2659                                         |             | 150 лет акционерному обществу «Раскат». Уплотнитель твёрдых бытовых отходов и старинное здание завода. | 50 руб.          | 16 июня     | 117 000 13 000        | Поварихин А.                           | [ 45 ] |
| № 2660                                         |             | Путь к Победе. Труженики тыла. Люди, работавшие во время Великой Отечественной войны в тылу, и продукция, выпускавшаяся ими для нужд армии и населения страны. | 60 руб.          | 22 июня     | 133 000 19 000        | Ульяновский C.                         | [ 46 ] |
| № 2661                                         |             | 250 лет победе русского флота в Чесменском сражении. Фрагмент картины И.К. Айвазовского «Бой в Хиосском проливе» (1848, ФКГА). | 100 руб.         | 17 июня     | 30 000                | Комса Р.                               | [ 47 ] |
| № 2662                                         |             | 75 лет онкологической службе России. | 23 руб.          | 19 июня     | 144 000 16 000        | Капранов С.                            | [ 48 ] |
| № 2663                                         |             | Национальные проекты России. Безопасные и качественные автомобильные дороги. Элементы инфографики национального проекта «Безопасные и качественные автомобильные дороги», дорожные развязки с движущимися автомобилями. | 54 руб.          | 26 июня     | 472 000 59 000        | Капранов С.                            | [ 49 ] |
| № 2664                                         |             | Герои Российской Федерации. Алексей Николаевич Ботян (1917—2020). | 40 руб.          | 17 июня     | 85 000 17 000         | Комса Р.                               | [ 50 ] |
| № 2665                                         |             | 100 лет Чувашской Республике. Национальный орнамент, герб, природные и архитектурные достопримечательности Чувашской Республики. | 100 руб.         | 25 июня     | 27 000                | Ульяновский C. Ульяновский И.          | [ 51 ] |
| № 2666                                         |             | 100 лет Республике Карелия. Герб, природные и архитектурные достопримечательности Республики Карелия в оформлении национального орнамента. | 100 руб.         | 8 июля      | 27 000                | Ульяновский И.                         | [ 52 ] |
| № 2667                                         |             | 200 лет со дня рождения А. А. Фета (1820—1892), поэта. Портрет поэта в окружении образов лирических героев из стихотворений «Сияла ночь, луной был полон сад…», «Богини девственной округлые черты…». | 100 руб.         | 16 июля     | 25 000                | Шишкин Г. Савина О.                    | [ 53 ] |
| № 2668 № 2669 № 2670 № 2671 № 2672 № 2668—2672 |             | 125 лет со дня рождения П. О. Сухого (1895—1975), авиаконструктора: - Су-2. - Су-7БМ. - Су-27. - Т-4 (100). - Су-57. | 54 руб.          | 22 июля     | 40 000                | Комса Р.                               | [ 54 ] |
| № 2673                                         |             | 150 лет со дня рождения А. А. Рылова (1870—1939), художника. «Автопортрет» А. Рылова (1930-е гг., Вятский художественный музей), картина «Зелёный шум» (1904, ГРМ). Мелованная Офсет + бронзовая паста + частичная лакировка + защитный комплекс | 150 руб.         | 28 июля     | 30 000                | Савина О.                              | [ 55 ] |
| № 2673A                                        |             | 150 лет со дня рождения А. А. Рылова (1870—1939), художника. «Автопортрет» А. Рылова (1930-е гг., Вятский художественный музей), картина «Зелёный шум» (1904, ГРМ). Самоклеящаяся, дизайнерская «под холст» Офсет + бронзовая паста + защитный комплекс Без зубцовки | 150 руб.         | 28 июля     | 5500                  | Савина О.                              | [ 55 ] |
| № 2675                                         |             | Серия «История российской дипломатии». Декларация «О предоставлении независимости колониальным странам и народам». Символический образ декларации — руки, разрывающие цепи. | 54 руб.          | 31 июля     | 96 000 16 000         | Капранов С.                            | [ 56 ] |
| № 2676                                         |             | 300 лет победе русского флота в Гренгамском сражении. Фрагмент картины А. П. Боголюбова «Гренгамское сражение 27 июля 1720 года» (1866, ГРМ). | 100 руб.         | 7 августа   | 30 000                | Московец А.                            | [ 57 ] |
| № 2677                                         |             | XXV байк-шоу «Крах Вавилона», проведённое под руководством президента мотоклуба «Ночные волки» А. С. Залдастанова к 75-летию Победы в Великой Отечественной войне 1941–1945 гг. | 48 руб.          | 8 августа   | 117 000 13 000        | Капранов С.                            | [ 58 ] |
| № 2678                                         |             | Путь к Победе. Маньчжурская стратегическая наступательная операция. Наступление советских солдат во время проведения Маньчжурской операции. | 60 руб.          | 11 августа  | 133 000 19 000        | Ульяновский C.                         | [ 59 ] |
| № 2679                                         |             | 175 лет Русскому географическому обществу. Эмблема 175-летия Русского географического общества, карта мира, художественные образы, отражающие основные географические исследования и открытия. | 200 руб.         | 18 августа  | 35 000                | Ульяновский И.                         | [ 60 ] |
| № 2680 № 2681 № 2682 № 2683 № 2680—2683        |             | 100 лет отечественному танкостроению: - «Борец за свободу товарищ Ленин» — первый советский танк серии «Рено-русский». Выпущен в 1920 году Нижегородским заводом «Красное Сормово». Успешно прошёл войсковые испытания и был введён в боевой состав Красной армии. - Т-26 двухбашенный — советский танк. Производился в 1931–1933 гг. Ленинградским заводом имени К. Е. Ворошилова. Принят на вооружение Красной армии в 1931 году. - Т-72 «Урал» — советский основной боевой танк. Массово производился в 1973–1990 гг. Уралвагонзаводом имени Ф. Э. Дзержинского. Принят на вооружение Советской армии в 1973 году. - Т-14 «Армата» — перспективный российский основной боевой танк. Производится с 2014 года Уралвагонзаводом имени Ф. Э. Дзержинского. Проходит войсковые испытания. | 23 руб.          | 20 августа  | 112 000 14 000 25 000 | Комса Р.                               | [ 61 ] |
| № 2684                                         |             | 175 лет со дня рождения Л. С. Голицына (1845—1915), основоположника виноделия в Крыму. Портрет Л. С. Голицына, винный завод «Массандра», золотая медаль Парижской выставки 1900 г. | 50 руб.          | 24 августа  | 120 000 15 000        | Ульяновский C.                         | [ 62 ] |
| № 2685                                         |             | 175 лет со дня рождения Абая Кунанбаева (1845—1904), казахского поэта, композитора, просветителя. Портрет Абая Кунанбаева, казахские юрты, табун лошадей. | 48 руб.          | 25 августа  | 126 000 9000          | Ульяновский C.                         | [ 63 ] |
| № 2686                                         |             | 150 лет со дня рождения А. И. Куприна (1870—1938), писателя, переводчика. Портрет А. И. Куприна, герои повести «Гранатовый браслет» и цитаты писателя. | 100 руб.         | 7 сентября  | 25 000                | Свиридов С. Савина О.                  | [ 64 ] |
| № 2687                                         |             | 75 лет атомной промышленности России. Логотип и фирменный стиль госкорпорации «Росатом», сотрудники атомной отрасли на фоне объектов, связанных с её деятельностью. | 54 руб.          | 8 сентября  | 152 000 19 000        | Ульяновский C.                         | [ 65 ] |
| № 2688 № 2689 № 2690 № 2691 № 2688—2691        |             | К 100-летию Гаража особого назначения. Автомобили первых лиц государства: - ЗИЛ-111А — персональный автомобиль первого секретаря ЦК КПСС Н. С. Хрущёва в период 1959—1963 гг. - ЗИЛ-114 — персональный автомобиль Л. И. Брежнева в период 1967—1978 гг. - ЗИС-115 — персональный автомобиль И. В. Сталина в период 1950—1953 гг. - Аурус-Сенат-Лимузин — основной служебный автомобиль Президента и Премьер-министра Российской Федерации. | 23 руб.          | 10 сентября | 98 000 49 000         | Ульяновский И.                         | [ 66 ] |
| № 2692                                         |             | 100 лет Службе внешней разведки. Герой Советского Союза Геворк Андреевич Вартанян (1924—2012). | 15 сентября руб. | 40          | 104 000 13 000        | Подобед М.                             | [ 67 ] |
| № 2693                                         |             | 100 лет Службе внешней разведки. Герой Российской Федерации Алексей Михайлович Козлов (1934—2015). Портрет А. М. Козлова и медаль «Золотая Звезда» на фоне секретного испытательного полигона в ЮАР. | 40 руб.          | 15 сентября | 80 000 16 000         | Бельтюков В.                           | [ 68 ] |
| № 2694 № 2695                                  |             | 100 лет Службе внешней разведки. Герои Российской Федерации: - Владимир Борисович Барковский (1913–2003). - Александр Семёнович Феклисов (1914—2007). | 35 руб.          | 15 сентября | 96 000 16 000         | Бельтюков В.                           | [ 69 ] |
| № 2696                                         |             | 100 лет исходу Русской Армии и окончанию Гражданской войны в европейской части России. Фрагмент картины Д. А. Белюкина «Белая Россия. Исход» (1992—1994 гг.). | 54 руб.          | 16 сентября | 108 000 12 000        | Поварихин А.                           | [ 70 ] |
| № 2697                                         |             | 75 лет атомной отрасли России. Эмблемы системообразующего предприятия «Росатом» на фоне силуэтов объектов отрасли — ледокола, атомной станции и томографа, а также надпечатка нового номинала. | 23 руб.          | 23 сентября | 54 900 6100           | Двинских И. Шушлебина О. Милорадова М. | [ 71 ] |
| № 2698                                         |             | Мемориал «Свеча памяти» в Иерусалиме. Мемориал «Свеча памяти», Ленинград во время блокады города, гербы Санкт-Петербурга и Иерусалима, отрывок цитаты на памятнике. | 100 руб.         | 8 сентября  | 27 000                | Московец А.                            | [ 72 ] |
| № 2699                                         |             | Л. С. Явич (1919—2004), учёный-юрист. | 40 руб.          | 22 сентября | 99 000 11 000         | Комса Р.                               | [ 73 ] |
| № 2700                                         |             | Современный российский кинематограф. Фильм «Стрельцов». | 43 руб.          | 24 сентября | 180 000 12 000        | Бетрединова Х.                         | [ 74 ] |
| № 2701 № 2702                                  |             | Серия «Маяки России»: - 200 лет Еникальскому маяку. - 125 лет Меганомскому маяку. | 35 руб.          | 30 сентября | 150 000               | Шушлебина О.                           | [ 75 ] |
| № 2703                                         |             | Всероссийская перепись населения 2020 года. | 23 руб.          | 1 октября   | 432 000               | Поварихин А.                           | [ 76 ] |
| № 2704                                         |             | 400 лет со дня рождения протопопа Аввакума (1620—1682), религиозного деятеля. | 18 руб.          | 6 октября   | 150 000 10 000        | Московец А.                            | [ 77 ] |
| № 2705                                         |             | 650 лет Симонову монастырю. Архитектурный ансамбль Симонова монастыря и его основатель Феодор Ростовский. | 50 руб.          | 15 октября  | 117 000 13 000        | Ульяновский C.                         | [ 78 ] |
| № 2706                                         |             | 250 лет со дня рождения И. Ф. Крузенштерна (1770—1846), мореплавателя. Портрет И. Ф. Крузенштерна, шлюп «Надежда», Андреевский флаг, карта мира с отмеченным маршрутом кругосветной экспедиции. | 54 руб.          | 20 октября  | 168 000 14 000        | Бельтюков В.                           | [ 79 ] |
| № 2707                                         |             | Большой Кремлёвский дворец. Александровский зал. | 54 руб.          | 21 октября  | 156 000 13 000        | Никонов В. Савина О.                   | [ 80 ] |
| № 2708                                         |             | Национальные проекты России. Здравоохранение. Реанимобиль, врач на фоне больницы, логотип из брендбука национального проекта «Здравоохранение». | 54 руб.          | 29 октября  | 376 000 47 000        | Панин А. Капранов С.                   | [ 81 ] |
| № 2709                                         |             | К 100-летию образования Удмуртской Республики. Герб, природные и архитектурные достопримечательности, национальный орнамент Удмуртии. | 100 руб.         | 3 ноября    | 27 000                | Ульяновский C.                         | [ 82 ] |
| № 2710 № 2711 № 2710—2711                      |             | К 100-летию установления дипломатических отношений между Российской Федерацией и Турцией. Архитектура: - Стамбул. Мечеть Сулеймание. - Московская соборная мечеть. | 48 руб.          | 3 ноября    | 80 000 20 000         | Ульяновский И.                         | [ 83 ] |
| № 2712                                         |             | К 100-летию образования Республики Марий Эл. Официальная символика, национальный орнамент, природные и архитектурные достопримечательности республики. | 100 руб.         | 3 ноября    | 27 000                | Ульяновский И.                         | [ 84 ] |
| № 2713                                         |             | 75 лет Организации Объединенных Наций по вопросам образования науки и культуры. Эмблема ЮНЕСКО и символы основных направлений деятельности организации. | 48 руб.          | 16 ноября   | 160 000 20 000        | Поварихин А.                           | [ 85 ] |
| № 2714                                         |             | 100 лет со дня рождения В. П. Иванова (1920—1996), конструктора авиационных комплексов. Портрет В. П. Иванова на фоне чертежей самолёта А-50. | 40 руб.          | 24 ноября   | 135 000 9000          | Подобед М.                             | [ 86 ] |
| № 2715                                         |             | 50 лет государственным лотереям «Спортлото». | 50 руб.          | 25 ноября   | 135 000 15 000        | Московец А.                            | [ 87 ] |
| № 2716                                         |             | С Новым годом! Авторский рисунок «Дед Мороз, открыв волшебную книгу, смотрит, как народ радуется наступившему Новому году». Офсет + защитный комплекс | 23 руб.          | 3 декабря   | 37 500                | Киргизова С. Савина О.                 | [ 88 ] |
| № 2716-I                                       |             | С Новым годом! Авторский рисунок «Дед Мороз, открыв волшебную книгу, смотрит, как народ радуется наступившему Новому году». Офсет + голографическая фольга + защитный комплекс | 23 руб.          | 3 декабря   | 8000                  | Киргизова С. Савина О.                 | [ 88 ] |
| № 2717 № 2718 № 2717—2718                      |             | Совместный выпуск Российской Федерации и Республики Корея. Фауна: - Европейский бурый медведь. - Азиатский черный медведь. | 24 руб.          | 15 декабря  | 100 000 25 000        | Ёон Йонг Шушлебина О.                  | [ 89 ] |
| № 2719                                         |             | С Новым годом! Спасская башня Кремля, флаг и герб России, надпечатка нового номинала и текста поздравления «С Новым годом!» на 7 языках — русском, английском, немецком, французском, китайском, арабском и испанском. | 23 руб.          | 11 декабря  | 44 800 5600           | Савина О. Милорадова М.                | [ 90 ] |

## Седьмой выпуск стандартных марок
Порядок следования элементов в таблице соответствует номеру по каталогу марок России на официальном сайте издатцентра «Марка», в скобках приведены номера по каталогу «Михель».
| №             | Изображение | Описание | Номинал    | Дата      | Тираж                 | Художник               | П      |
| ------------- | ----------- | --- | ---------- | --------- | --------------------- | ---------------------- | ------ |
| № 2629        |             | Седьмой выпуск стандартных марок «Орлы». 1,5 рубля. Эмблема организаций федеральной почтовой связи Российской Федерации, обрамлённая красивыми орнаментами. | 1,50 руб.  | 30 апреля | массовый              | Московец А. Никонов В. | [ 91 ] |
| № 2646 № 2647 |             | Тарифные марки «23 рубля», «54 рубля». Эмблема организаций федеральной почтовой связи Российской Федерации в орнаментальном оформлении.                     | 23 54 руб. | 26 мая    | 95 360 000 61 040 000 | Никонов В. Московец А. | [ 92 ] |
| № 2674        |             | Художественная марка «200 рублей». Эмблема организаций федеральной почтовой связи Российской Федерации в орнаментальном оформлении.                         | 200 руб.   | 27 июля   | 600 000               | Никонов В. Московец А. | [ 93 ] |

## Комментарии
1. ↑  Ниже приведён перечень коммеморативных марок (с возможностью сортировки по номиналу, тиражу и дате введения в обращение).
2. ↑  Ниже приведён перечень стандартных марок (с возможностью сортировки по номиналу, тиражу и дате введения в обращение).